# Pritchardia napaliensis
Pritchardia napaliensis es una especie de palmera originaria de los bosques húmedos en las laderas empinadas del Nā Pali Coast, Kauai, a 150-600 m de altitud.

## Descripción
Es una palmera que alcanza un tamaño de 10 m de alto; con los márgenes proximales del pecíolo escasamente a moderadamente fibrosos; El limbo casi plano, dividido a la mitad, los segmentos rígidos o sólo ligeramente caídos; las inflorescencias compuestas de 1-3 panículas ramificadas a 2 (o 3?) órdenes. Las frutas de 17-23 x 14-18 mm, elipsoides.

## Taxonomía
Pritchardia napaliensis fue descrita por Harold St. John y publicado en Pacific Science 35: 97. 1981.
Etimología
Ver: Pritchardia
napaliensis: epíteto geográfico que se refiere a su localización en Nā Pali de Hawái
Sinonimia
- Pritchardia limahuliensis H.St.John	[4][5]